# Outwitting Dad
Outwitting Dad é um curta-metragem de comédia mudo norte-americano, realizado em 1914, que apresenta a primeira aparição de Oliver Hardy na tela.